# Beate Gummelt

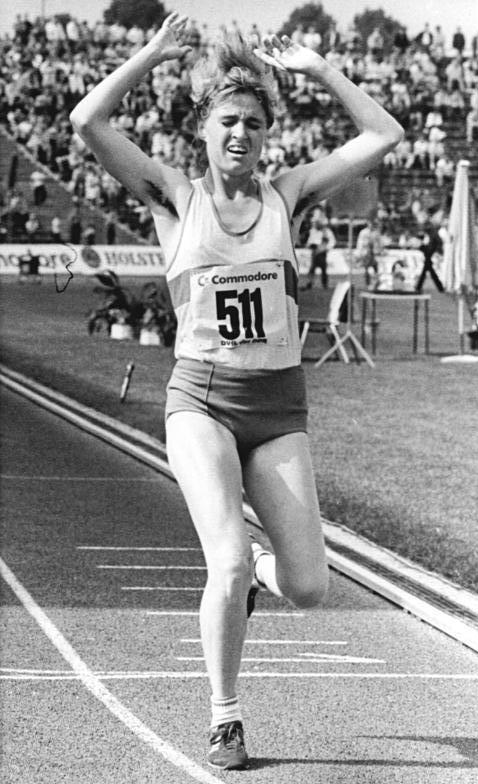
Beate Anders, 1988

Helga-Beate Gummelt (geb. Anders; * 4. Februar 1968 in Leipzig) ist eine ehemalige deutsche Geherin. Bis 1990 startete sie für die DDR.
Bei den Weltmeisterschaften 1987 in Rom kam sie im 10-km-Gehen auf den 16. Platz. 1989 gewann sie im 3000-Meter-Gehen Gold bei den Halleneuropameisterschaften in Den Haag und Silber bei den Hallenweltmeisterschaften in Budapest. 1990 verteidigte sie ihren Titel bei den Halleneuropameisterschaften in Glasgow und wurde bei den Europameisterschaften in Split Sechste über 10 Kilometer.
1991 siegte sie bei den Hallenweltmeisterschaften in Sevilla über 3000 Meter und wurde bei den Weltmeisterschaften in Tokio Zehnte über 10 Kilometer. Im Jahr darauf folgte eine Bronzemedaille über 3000 Meter bei den Halleneuropameisterschaften in Genua.
Bei der olympischen Premiere des Frauengehens 1992 in Barcelona belegte sie den 16. Platz über die Distanz von 10 Kilometer. 1993 wurde sie Vierte über 3000 Meter bei den Hallenweltmeisterschaften in Toronto und Fünfte über 10 Kilometer bei den Weltmeisterschaften in Stuttgart.
1994 in Paris gehörte das Gehen letztmals zum Programm der Halleneuropameisterschaften. Beate Gummelt, wie sie nun hieß, gewann mit Silber ihre vierte Medaille in Folge. Im Sommer wurde sie über 10 Kilometer Neunte bei den Europameisterschaften in Helsinki. Über dieselbe Distanz wurde sie bei den Weltmeisterschaften 1995 in Göteborg Zehnte und bei den Olympischen Spielen 1996 in Atlanta disqualifiziert.
Bei den Weltmeisterschaften 1997 in Athen gab sie im Finale im 10.000-Meter-Gehen auf. Mit ihrer dritten Olympiateilnahme 2000 in Sydney, bei der sie im 20-km-Gehen den 19. Platz erreichte, schloss sie ihre leistungssportliche Karriere ab.
Je achtmal wurde sie Deutsche Meisterin über 5000 Meter (1991–1997, 2000) und im Straßengehen (10 km: 1991–1997; 20 km: 1999). Zuvor war sie viermal in Folge DDR-Meisterin geworden (1987–1989: 10 km; 1990: 5000 m). In der Halle wurde sie dreimal in Folge DDR-Meisterin (1988, 1989: 5000 m; 1990: 3000 m) und holte im vereinten Deutschland acht Titel über 3000 Meter (1991–1997, 2000).
Beate Gummelt ist 1,69 m und wog in ihrer aktiven Zeit 52 kg. In der DDR-Zeit gehörte sie dem TSC Berlin (Trainer: Gerhard Heber) an, später dem LAC Halensee Berlin. Im November 1993 heiratete sie ihren Geherkollegen Bernd Gummelt. Heute lebt sie als Lehrerin in Neuruppin und ist Trainerin des LAC Ruppin.

## Weltrekorde
- 3000-m-Bahngehen (Hallenweltrekorde):
11:59,36 min, 4. März 1990 in Glasgow
11:56,0 min, 17. Februar 1991 in Dortmund
11:50,90 min, 9. März 1991 in Sevilla
- 5000-m-Bahngehen (inoffizieller Freiluftweltrekord):
20:07,52 min, 23. Juni 1990 in Rostock

## Weitere Bestzeiten
- 10-km-Gehen: 41:51 min, 11. Mai 1996, Eisenhüttenstadt
- 20-km-Gehen: 1:31:45 h, 30. April 2000, Naumburg